# Coppa del Generalissimo 1964-1965
La Copa del Generalísimo 1964-1965 fu la 61ª edizione della Coppa di Spagna. Il torneo iniziò il 15 novembre 1964 e si concluse il 4 luglio 1965. La finale si disputò allo Stadio Santiago Bernabéu di Madrid dove l'Atlético Madrid ottenne il suo terzo titolo.

## Formula
In questa edizione presero parte tutte le squadre di Primera División e di Segunda División che si sfidarono in scontri ad eliminazione diretta. Le sedici squadre di Primera División furono qualificate direttamente per i sedicesimi.

## Squadre partecipanti

### Primera División

#### 16 squadre
| - Athletic Bilbao - Atlético Madrid - Barcellona - Real Betis - Córdoba - Deportivo La Coruña | - Elche - Espanyol - Las Palmas - Levante - Real Madrid | - Real Murcia - Real Oviedo - Real Saragozza - Siviglia - Valencia |

### Segunda División

#### 32 squadre
| - CD Abarán - Algeciras - Badalona - Barakaldo - Burgos - Cadice - Calvo Sotelo - Celta Vigo | - Ceuta Sport - Constància - CE Europa - Granada - Hércules - Indautxu - Langreo - L'Hospitalet | - Maiorca - Malaga - Melilla CF - Valencia Mestalla - Ontinyent - Osasuna - Ourense - Pontevedra | - Racing Santander - Real Sociedad - Real Unión - Recreativo Huelva - Sabadell - Sporting Gijón - Tenerife - Real Valladolid |

## Primo turno
|                   | Risultato |                  | Andata | Ritorno | Spareggio     |  |
| ----------------- | --------- | ---------------- | ------ | ------- | ------------- |  |
| Ceuta Sport       | 3 - 6     | Real Sociedad    | 3 - 2  | 0 - 4   |               |  |
| Barakaldo         | 4 - 3     | Cadice           | 4 - 1  | 0 - 2   |               |  |
| CD Abarán         | 3 - 9     | Racing Santander | 3 - 3  | 0 - 6   |               |  |
| Recreativo Huelva | 3 - 0     | L'Hospitalet     | 3 - 0  | 0 - 0   |               |  |
| Calvo Sotelo      | 3 - 1     | CE Europa        | 2 - 1  | 1 - 0   |               |  |
| Burgos            | 10 - 4    | Melilla CF       | 5 - 0  | 5 - 4   |               |  |
| Osasuna           | 2 - 1     | Constància       | 2 - 1  | 0 - 0   |               |  |
| Real Unión        | 4 - 1     | Algeciras        | 4 - 0  | 0 - 1   |               |  |
| Celta Vigo        | 3 - 0     | Hércules         | 2 - 0  | 1 - 0   |               |  |
| Sporting Gijón    | 8 - 3     | Real Valladolid  | 4 - 1  | 4 - 2   |               |  |
| Granada           | 6 - 2     | Langreo          | 6 - 1  | 0 - 1   |               |  |
| Malaga            | 0 - 2     | Pontevedra       | 0 - 1  | 0 - 1   |               |  |
| Maiorca           | 3 - 0     | Sabadell         | 2 - 0  | 1 - 0   |               |  |
| Tenerife          | 2 - 2     | Badalona         | 2 - 2  | 1 - 4   | 0 - 0 / 4 - 0 |  |
| Valencia Mestalla | 6 - 2     | Indautxu         | 5 - 1  | 1 - 1   |               |  |
| Ourense           | 2 - 5     | Ontinyent        | 1 - 3  | 1 - 2   |               |  |

## Sedicesimi di finale
|                   | Risultato |                     | Andata | Ritorno | Spareggio     |  |
| ----------------- | --------- | ------------------- | ------ | ------- | ------------- |  |
| Recreativo Huelva | 1 - 3     | Athletic Bilbao     | 1 - 0  | 0 - 3   |               |  |
| Las Palmas        | 2 - 2     | Tenerife            | 2 - 0  | 0 - 2   | 0 - 0 / 1 - 0 |  |
| Burgos            | 2 - 3     | Córdoba             | 1 - 0  | 1 - 3   |               |  |
| Sporting Gijón    | 3 - 3     | Espanyol            | 3 - 1  | 0 - 2   | 3 - 3 / 2 - 1 |  |
| Valencia Mestalla | 2 - 7     | Real Madrid         | 2 - 1  | 0 - 6   |               |  |
| Real Murcia       | 4 - 3     | Calvo Sotelo        | 3 - 1  | 1 - 2   |               |  |
| Ontinyent         | 1 - 6     | Atlético Madrid     | 0 - 1  | 1 - 5   |               |  |
| Granada           | 1 - 2     | Deportivo La Coruña | 1 - 2  | 0 - 0   |               |  |
| Maiorca           | 3 - 0     | Siviglia            | 1 - 0  | 2 - 0   |               |  |
| Barakaldo         | 5 - 6     | Levante             | 3 - 1  | 2 - 5   |               |  |
| Real Betis        | 1 - 4     | Real Sociedad       | 1 - 2  | 0 - 2   |               |  |
| Valencia          | 2 - 0     | Celta Vigo          | 1 - 0  | 1 - 0   |               |  |
| Real Saragozza    | 9 - 1     | Real Unión          | 5 - 1  | 4 - 0   |               |  |
| Osasuna           | 4 - 2     | Real Oviedo         | 3 - 1  | 1 - 1   |               |  |
| Pontevedra        | 2 - 1     | Elche               | 0 - 0  | 2 - 1   |               |  |
| Racing Santander  | 1 - 8     | Barcellona          | 1 - 4  | 0 - 4   |               |  |

## Ottavi di finale
|                     | Risultato |                 | Andata | Ritorno |  |
| ------------------- | --------- | --------------- | ------ | ------- |  |
| Barcellona          | 4 - 2     | Real Murcia     | 4 - 1  | 0 - 1   |  |
| Valencia            | 2 - 1     | Córdoba         | 2 - 1  | 0 - 0   |  |
| Maiorca             | 0 - 2     | Pontevedra      | 0 - 0  | 0 - 2   |  |
| Osasuna             | 2 - 5     | Real Sociedad   | 2 - 1  | 0 - 4   |  |
| Real Saragozza      | 9 - 5     | Levante         | 7 - 2  | 2 - 3   |  |
| Deportivo La Coruña | 1 - 2     | Sporting Gijón  | 0 - 2  | 1 - 0   |  |
| Real Madrid         | 1 - 4     | Atlético Madrid | 1 - 0  | 0 - 4   |  |
| Athletic Bilbao     | 4 - 3     | Las Palmas      | 2 - 2  | 2 - 1   |  |

## Quarti di finale
|                | Risultato |                 | Andata | Ritorno |  |
| -------------- | --------- | --------------- | ------ | ------- |  |
| Real Saragozza | 7 - 4     | Barcellona      | 6 - 4  | 1 - 0   |  |
| Pontevedra     | 0 - 4     | Athletic Bilbao | 0 - 3  | 0 - 1   |  |
| Real Sociedad  | 3 - 2     | Sporting Gijón  | 3 - 2  | 0 - 0   |  |
| Valencia       | 0 - 3     | Atlético Madrid | 0 - 1  | 0 - 2   |  |

## Semifinali
| Squadra 1       | Totale | Squadra 2       | Andata | Ritorno |
| --------------- | ------ | --------------- | ------ | ------- |
| Real Saragozza  | 7 - 2  | Athletic Bilbao | 5 - 0  | 2 - 2   |
| Atlético Madrid | 11 - 4 | Real Sociedad   | 8 - 1  | 3 - 3   |

## Finale
| Arbitro: | Gaspar Pintado Viu |

|             |           |  |
| Cardona 65’ | Marcatori |  |

### Formazioni
| Atlético Madrid |    |                        |  |  |
|                 |    |                        |  |  |
|                 | 1  | Edgardo Madinabeytia   |  |  |
|                 | 2  | Feliciano Rivilla      |  |  |
|                 | 3  | Jorge Griffa           |  |  |
|                 | 4  | Isacio Calleja         |  |  |
|                 | 5  | José Ufarte            |  |  |
|                 | 6  | Manuel Ruiz Sosa       |  |  |
|                 | 7  | Jesús Glaría Jordán    |  |  |
|                 | 8  | Adelardo               |  |  |
|                 | 9  | Jorge Alberto Mendonça |  |  |
|                 | 10 | José Cardona           |  |  |
|                 | 11 | Enrique Collar (c)     |  |  |
| Allenatore:     |    |                        |  |  |
| Otto Bumbel     |    |                        |  |  |

| Real Saragozza |    |                      |  |  |
|                |    |                      |  |  |
|                | 1  | Enrique Yarza (c)    |  |  |
|                | 2  | Severino Reija       |  |  |
|                | 3  | Francisco Santamaría |  |  |
|                | 4  | Juan Zubiaurre       |  |  |
|                | 5  | Eduardo Endériz      |  |  |
|                | 6  | José Luis Violeta    |  |  |
|                | 7  | Canário              |  |  |
|                | 8  | Eleuterio Santos     |  |  |
|                | 9  | Marcelino Martínez   |  |  |
|                | 10 | Juan Manuel Villa    |  |  |
|                | 11 | Carlos Lapetra       |  |  |
| Allenatore:    |    |                      |  |  |
| Roque Olsen    |    |                      |  |  |